# Plotohelmis sumatransis
Plotohelmis sumatransis är en ringmaskart som beskrevs av Peter 1973. Plotohelmis sumatransis ingår i släktet Plotohelmis och familjen Alciopidae. Inga underarter finns listade i Catalogue of Life.